# Flecainid
Flecainid ist ein Arzneistoff aus der Gruppe der Antiarrhythmika, der zur Behandlung von Herzrhythmusstörungen eingesetzt wird. Als Natriumkanalblocker ohne Wirkung auf die Dauer des Aktionspotentials wird es zur Klasse Ic (ohne Veränderung der Dauer des Aktionspotentials) der Vaughan/Williams-Klassifikation gezählt. Flecainid wurde 1997 in den Riker Laboratories hergestellt und ist ein aus Mexiletin weiterentwickeltes Präparat. Verwendet wird das Acetat.

## Darstellung und Gewinnung
Die Synthese von Flecainid gelingt in drei Schritten. Das Ausgangsmaterial 2,5-Dihydroxybenzoesäure wird im ersten Schritt mittels 2,2,2-Trifluorethyltrifluormethansulfonat in Gegenwart von Natriumhydrogencarbonat vollständig verethert und verestert. Im zweiten Schritt erfolgt die Bildung eines Säureamids durch Umsetzung mit 2-Picolylamin. Die Zielverbindung entsteht dann durch die Hydrierung des Pyridinrings in Gegenwart von Palladiumkohle. Aus der Synthesesequenz resultiert das Racemat [1:1-Gemisch aus (R)-Form und (S)-Form].

## Anwendung
Supraventrikuläre Tachykardien (z. B. AV-junktionale Tachykardien, supraventrikuläre Tachykardien bei WPW-Syndrom, paroxysmales Vorhofflimmern), wenn sie symptomatisch und behandlungsbedürftig sind. Lebensbedrohliche ventrikuläre Tachykardien.

## Gegenanzeigen und Warnhinweise
Drei Monate nach Myokardinfarkt (= Herzinfarkt), bei dekompensierter Herzinsuffizienz, bedeutsamer Elektrolytstörung oder ausgeprägter Hypotonie darf Flecainid nicht angewandt werden, bei schwerer Bradykardie, SA-Blockierungen und höhergradigen AV-Blockierungen sowie Sinusknoten-Syndrom nur, wenn ein Herzschrittmacher implantiert ist. Bei eingeschränkter Pumpfunktion des Herzens (Auswurffraktion < 35 %) darf es nur im Fall lebensbedrohlicher ventrikulärer Arrhythmien eingesetzt werden.
Bei eingeschränkter Leber- oder Nierenfunktion muss die Dosis angepasst werden. Unter der Therapie sollten die Nierenfunktion und die Breite des QRS-Komplexes im Ruhe-EKG überwacht werden. Flecainid hat einen sehr engen therapeutischen Bereich zwischen 0,2 und 1,0 μg/ml im Serum. Der toxische (schädliche bzw. giftige) Bereich beginnt bereits ab Serumspiegeln von 1,5 μg/ml. Überdosierungen – auch bedingt durch reduzierte Ausscheidung bei Niereninsuffizienz – müssen vermieden werden.

## Mögliche Nebenwirkungen
Blutdruckabfall, Herzinsuffizienz, Herzrhythmusstörungen (Bradykardie, AV-Block, ventrikuläre Extrasystolen, Kammerflattern), Sehstörungen (Doppelbilder), Schwindel, Kopfschmerzen, Verwirrtheitszustand, Übelkeit, Transaminasenanstieg, cholestatische Hepatitis, Kurzatmigkeit und Verdauungsstörungen. Selten Müdigkeit und vermehrte Schweißneigung. Sehr selten Mundtrockenheit, Fieber, Muskel- oder Gelenkschmerzen, Angstzustände, allergische Hautreaktionen und vorübergehende Potenzstörungen.
Bereits 1991 wurde in der CAST-Studie gezeigt, dass bei Patienten mit koronarer Herzkrankheit Medikamente wie Flecainid trotz nachgewiesener Wirksamkeit gegen die ventrikulären Arrhythmien das Risiko des plötzlichen Herztodes erhöhen. Das wird dadurch erklärt, dass das Flecainid selbst gefährliche (maligne) Rhythmusstörungen auslösen kann (proarrhythmischer Effekt). Diese proarrhythmischen Effekte scheinen auch genetisch mitbestimmt zu sein.

## Handelsnamen
Monopräparate
Aristocor (A), Flecagamma (D), Tambocor (D, CH), diverse Generika (D)